# Албул, Анатолий Михайлович
Анатолий Михайлович Албул (1 июня 1936 (по другим данным 4 июня 1936), Ленинград — 13 августа 2013, Санкт-Петербург) — советский борец вольного стиля, бронзовый призёр Олимпийских игр, серебряный призёр чемпионата мира, обладатель Кубка мира, неоднократный чемпион и призёр чемпионатов СССР. Мастер спорта СССР (1956). Заслуженный мастер спорта СССР (1966). Представлял общество «Спартак».

## Биография
Родился в Ленинграде в 1936 году.
Борьбой начал заниматься в 1952 году. Уже в 1955 году завоевал второе место на чемпионате СССР. Затем на чемпионатах СССР боролся с переменным успехом (всего выступал на 14 чемпионатах). В 1958 году стал обладателем Кубка мира.
В 1960 году на чемпионате СССР занял только третье место, но был отобран для участия в Олимпийских играх.
На Летних Олимпийских играх 1960 года в Риме боролся в весовой категории до 87 килограммов (полутяжёлый вес). Победитель определялся по минимальному количеству штрафных баллов: за чистую победу (туше) штрафные баллы не начислялись, за победу по решению судей начислялся 1 штрафной балл; за чистое поражение начислялись 4 штрафных балла, за поражение по очкам начислялись 3 штрафных балла, за ничью 2 штрафных балла. Спортсмен, получивший до финальных схваток 6 штрафных баллов, выбывал из турнира. Когда оставалось три или меньше борцов, они разыгрывали между собой медали.
В схватках:
- в первом круге выиграл решением судей у Ойгена Хольцера (Швейцария) и получил 1 штрафной балл;
- во втором круге выиграл решением судей у Валчо Костова (Болгария) и получил 1 штрафной балл;
- в третьем круге на 12-й минуте тушировал Цезара Ферререса (Венесуэла);
- в четвёртом круге проиграл решением судей Исмету Атлы (Турция) и получил 3 штрафных балла;
- во пятом круге выиграл решением судей у Дэна Брэнда (США) и получил 1 штрафной балл.

Имея 6 штрафных баллов выбыл из турнира. Поскольку осталось лишь два финалиста, была проведена встреча за третье место с Викингом Пальмом, который тоже выбыл с теми же баллами. В их встрече была зафиксирована ничья, и бронзовый призёр определялся взвешиванием. Албул оказался несколько легче и завоевал бронзовую медаль.
После олимпийских игр наконец становится чемпионом СССР в 1962 году и в 1963 году отстаивает титул.
Окончил институт имени П. Ф. Лесгафта.
С 1965 по 1974 год являлся преподавателем ВВМУ подводного плавания им. Ленинского комсомола. С 1974 по 1987 год преподаватель Военного инженерного Краснознамённого института имени А. Ф. Можайского. Являлся председателем некоммерческой организации «Санкт-Петербургский центр физической культуры и здоровья детей, молодёжи, инвалидов и ветеранов спорта Анатолия Албула».

## Награды
- Медаль «За трудовое отличие» (16.09.1960) — за успешные выступления в XVII летних и VIII зимних Олимпийских играх 1960 года, а также за выдающиеся спортивные достижения[7]